# Zatrzymać chwilę
Zatrzymać chwilę – singiel Edyty Górniak i Roksany Węgiel, wydany 8 października 2018 i promujący film Hotel Transylwania 3. 
Muzykę i aranżację utworu przygotowali Jared Sciullo oraz Renee Myers, a za tekst piosenki odpowiadał Patryk Kumór wraz z Edytą Górniak. 
Roksana Węgiel w filmie Hotel Transylwania 3 użyczyła także głosu postaci Lucy.

## Lista utworów
Opracowano na podstawie materiału źródłowego.
1. „Zatrzymać chwilę” – 2:19